# Lomba de Santo
Lomba de Santo è un villaggio nell'isola di Santo Antão, la più settentrionale dello stato africano di Capo Verde. Il villaggio fa parte della municipalità di Ribeira Grande.

## Geografia fisica
Le montagne dominano l'area attorno al villaggio, campi da coltivare e boschetti ne dominano l'area dello stesso, mentre praterie con barriere montuose e cespugli coprono il resto dell'area. I palmeti sono stati piantati nella valle.